# Ursinia oreogena
Ursinia oreogena là một loài thực vật có hoa trong họ Cúc. Loài này được Schltr. ex Prassler miêu tả khoa học đầu tiên.